# أكسيتين
أكسيتين (أو أكسيت حسب التسمية النظامية) هو مركب عضوي حلقي غير متجانس غير مشبع له الصيغة الكيميائية C3H4O.
يتألف المركب بنيوياً من حلقة رباعية حاوية على ذرة أكسجين واحدة قي بنية تشبه حلقي البوتين؛ ويطلق على مشتقاته اسم الأكسيتينات.

## التحضير
يمكن أن يحضر الأكسيتين من تفاعل محفّز كيميائياً ضوئياً لتفاعل تحلّق الأكرولين.
كما تم نشر أسلوب تحضير مشتقات الأكسيتين.

## الخواص والتفاعلات
يعد الأكسيتين من المركبات غير المستقرة، إذ سرعان ما يتفكك، وذلك بسبب إجهاد الحلقة. يمكن اختزال المركب إلى الأكسيتان باستخددام غاز الهيدروجين على حفاز من البالاديوم والكربون النشط.

## اقرأ أيضاً
- أكسيران
- ديوكسيران
- أكسيرين
- أكسيتان
- ثييت